# Facultad de Educación y Psicología de Badajoz
La Facultad de Educación y Psicología es una de las facultades del Campus de Badajoz (Universidad de Extremadura). Localizada en la ciudad de Badajoz (España), y fundada en 1995, es una de las facultades más antiguas del Campus. El centro oferta tres títulos de pregrado y cinco de posgrado en psicología y educación, además de doble grados de esta última.

## Historia
La actual Facultad de Educación y Psicología es un Centro con una larga tradición educativa en la ciudad de Badajoz. Sus inicios se remontan a mediados del siglo XIX, fecha en la que se crean las primeras Escuelas Normales en España. En Badajoz es en 1844 cuando nace la Escuela Normal de Maestros, que será seguida por la Escuela Normal de Maestras que se crea en (1855), once años más tarde.
Con la Ley General de Educación de 1970 las Escuelas Normales pasan a formar parte de las Universidades, la Escuela Normal de Magisterio de Badajoz se integró en la Universidad de Sevilla, con la denominación de Escuela Universitaria (E.U.) de Formación del Profesorado de Enseñanza General Básica y poco después, en 1973, con la creación de la Universidad de Extremadura pasaría a formar parte de la misma.
En 1988 se inaugura el nuevo Edificio de la Escuela Universitaria E.U. de Formación del Profesorado de E.G.B. de Badajoz en el Campus Universitario, que supuso una mejora con respecto a las instalaciones e infraestructura de la Avda. de Santa Marina de Badajoz. No obstante, el constante aumento de Titulaciones en el Centro y del número de alumnos matriculados, hizo que el actual Centro empezara a sufrir problemas de espacio que serían subsanados, en parte, con la inauguración en 1998 del Edificio Anexo de la Facultad.
En los años 90, con la nueva ordenación del Sistema Educativo, se haría necesaria la adecuación de los Planes de Estudio al nuevo contexto y se inicia la docencia de nuevas especialidades. De esta forma, se implantaría la Titulación de Maestro en sus especialidades de Educación Física, Educación Especial y Educación Primaria y la consiguiente extinción de las especialidades de Ciencias y Ciencias Humanas. En 1992 se suprimen igualmente las especialidades de Preescolar y Lengua Española e Idiomas Modernos, siendo sustituidas por las nuevas de Maestro, especialidades de Educación Infantil y Lengua Extranjera y posteriormente la incorporación de la especialidad de Psicología.
Un hecho importante en su historia tiene lugar en 1995 con la transformación de la Escuela de Formación del Profesorado de E.G.B. en Facultad de Educación (Decreto 173/1995, de 17 de octubre de 1995), posteriormente Facultad de Educación, con la implantación de la Licenciatura en Psicopedagogía. Asimismo, en el curso académico 1998-99, se amplía la oferta de Titulaciones del Centro al iniciarse la impartición de la diplomatura de Maestro, especialidad de Audición y Lenguaje.
Posteriormente, con la incorporación de la Titulación de Psicología, no sería hasta el 2022 que la Facultad sería renombrada a su actual nombre, Facultad de Educación y Psicología

## Estructura
La Facultad de Educación y Psicología de Badajoz se compone de trece departamentos y ocho titulaciones: 

### Departamentos
Entre los departamentos de la Facultad de Educación y Psicología de Badajoz están:
- Psicología y Antropología.
- Ciencias de la Educación.
- Didáctica de la Expresión Musical, Plástica y Corporal.
- Didáctica de las Ciencias Experimentales y Matemáticas.
- Didáctica de las Ciencias Sociales, Lengua y Literatura.
- Dirección de Empresas y Sociología.
- Economía.
- Filología Hispánica y Lingüística General.
- Filología Inglesa.
- Fisiología.
- Lenguas Modernas y Literaturas Comparadas.
- Matemáticas.
- Terapéutica Médico-Quirúrgica.[3]

### Titulaciones
Entre las titulaciones de la Facultad de Educación y Psicología de Badajoz están:
- Grado en Psicología.
- Grado en Educación Infantil.
- Grado en Educación Primaria.
- Máster Universitario en Enseñanza Bilingüe en Inglés para la Educación Primaria y Secundaria.
- Máster Universitario en Formación del Profesorado de Educación Secundaria
- Máster Universitario en Investigación en Ciencias Sociales.
- Máster Universitario en Investigación en Formación del Profesorado y Tecnología Educativa.
- Máster Universitario en Investigación en la Enseñanza y el Aprendizaje de las Ciencias Experimentales, Sociales y Matemáticas.[4]

## Comunidad

### Estudiantes
La Facultad cuenta con cerca de 2300 estudiantes, situándolas como una de las facultades de mayor tamaño en la comunidad.

### Profesores
Actualmente, la Facultad cuenta con cerca de 120 profesores y 23 miembros del personal de administración y servicios.